# Anemia wrightii
Anemia wrightii là một loài dương xỉ trong họ Anemiaceae. Loài này được Baker mô tả khoa học đầu tiên năm 1868.